# Louise Joy Brown
Louise Joy Brown (n. 25 iulie 1978, Oldham, Anglia, Regatul Unit) este prima ființă umană născută după ce a fost concepută prin fertilizare in vitro.

## Legături externe
- en BBC profile of Louise Brown (July 2003)
- en History of the early years of IVF
- en 30th birthday for first IVF baby (July 2008)